# Rathaus Herne

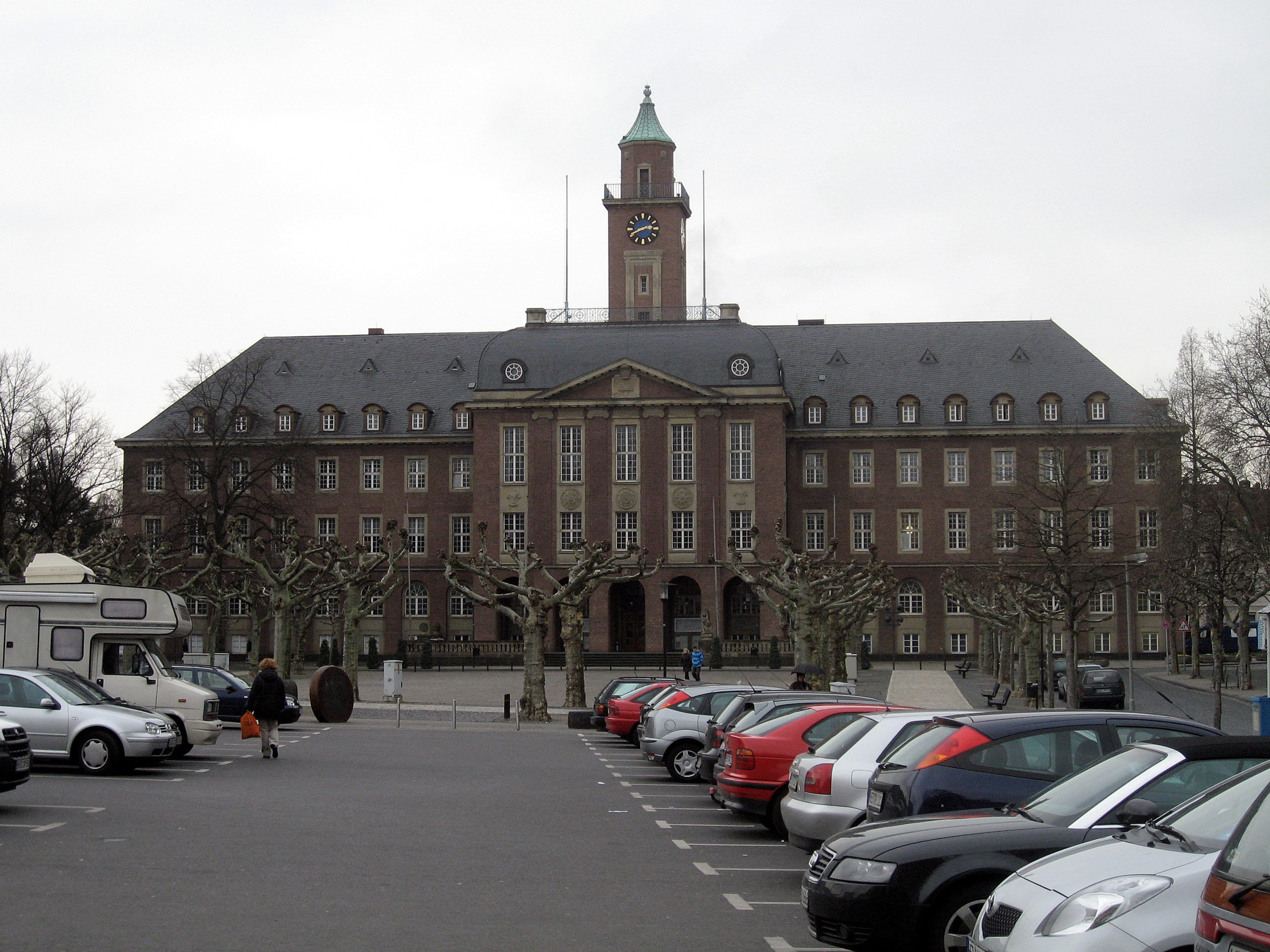
Die Ostfassade des Rathauses von Herne

Das Rathaus Herne ist seit 1912 Sitz von Rat und Verwaltung der Stadt.
Mehrere Vorläufer des Rathauses waren 1873/1874 in Herne errichtet worden, doch schon nach wenigen Jahren genügten die Gebäude den Ansprüchen der schnell wachsenden Stadt nicht mehr und wurden anderweitig genutzt.

## Baugeschichte
Seit Beginn des 20. Jahrhunderts vergrößerte sich die Stadt Herne, nahm wirtschaftlich zu und brauchte daher einen zukunftssicheren Sitz ihrer Verwaltung. Am 1. April 1908 wurden die Gemeinden Baukau und Horsthausen als neue Stadtbezirke nach Herne eingemeindet. Spätestens seit diesem Zeitpunkt war das bestehende Rathaus, das ehemalige Schulgebäude der evangelischen Gemeinde, an der Mont-Cenis-Straße (heute Gutenberg-Platz) und die bereits angemieteten Häuser ringsumher zu klein. Die Stadtverordneten tagten in der Aula der höheren Mädchenschule, dem heutigen Haranni-Gymnasium.
Zur Auswahl standen für den Neubau zwei Grundstücke, eines an der Schaeferstraße Ecke Goethestraße und ein größeres am Bergelsmannhof im Westen der Hauptstraße, der Bahnhofstraße. Hier war auch ausreichend Platz für spätere Erweiterungsbauten und es befand sich am Mittelpunkt der langgezogenen Stadt. Am 17. November 1908 kaufte die Stadt das Gelände in der Nähe des evangelischen Friedhofes von 8,88 ha für 96.000 Mark.
Ausgehend von Rathausneubauten in den umgebenden Städten wollte man für Herne „etwas städtebaulich Vollkommenes“ schaffen. Es wurde ein allgemeiner Ideenwettbewerb ausgeschrieben, an dem sich 54 Teilnehmer beteiligten. Dieser sollte als Grundlage für einen Hauptwettbewerb dienen. Der Architekt (und spätere Professor an der Technischen Hochschule Karlsruhe) Gisbert von Teuffel (1881–1970) gewann diesen mit seinem Entwurf Schlägel und Eisen. Im darauf folgenden Wettbewerb gewannen sowohl von Teuffel als auch der Leiter des Herner Stadtbaubüros Karl Kurzreuther einen ersten Preis. Nach den prämierten Plänen wurde ein allen Anforderungen genügender Grundriss entwickelt und am 5. Juli 1910 die Bausumme von insgesamt 900.000 Mark inklusive des Grunderwerbs beschlossen. Die künstlerische Oberleitung des L-förmigen Gebäudes wurde im Oktober 1910 dem prominenten Architekten Wilhelm Kreis – damals Leiter der Düsseldorfer Kunstgewerbeschule – übertragen, nach dessen Plänen am 8. März 1911 mit dem neoklassizistischen Bau begonnen wurde. Die Bauleitung wurde von einer Kommission unter der Leitung des Stadtbauamtes übernommen.
Am 13. Mai 1911 fand die feierliche Grundsteinlegung und schon am 4. November 1911 das Richtfest statt. Seit dem 1. Oktober 1912 zogen die ersten Ämter in das neue Rathaus, um dieses am 6. Dezember 1912 festlich einzuweihen. Zu diesem Anlass wurde dem ersten Bürgermeister Karl Büren der Titel eines Oberbürgermeisters verliehen.

## Bauwerk

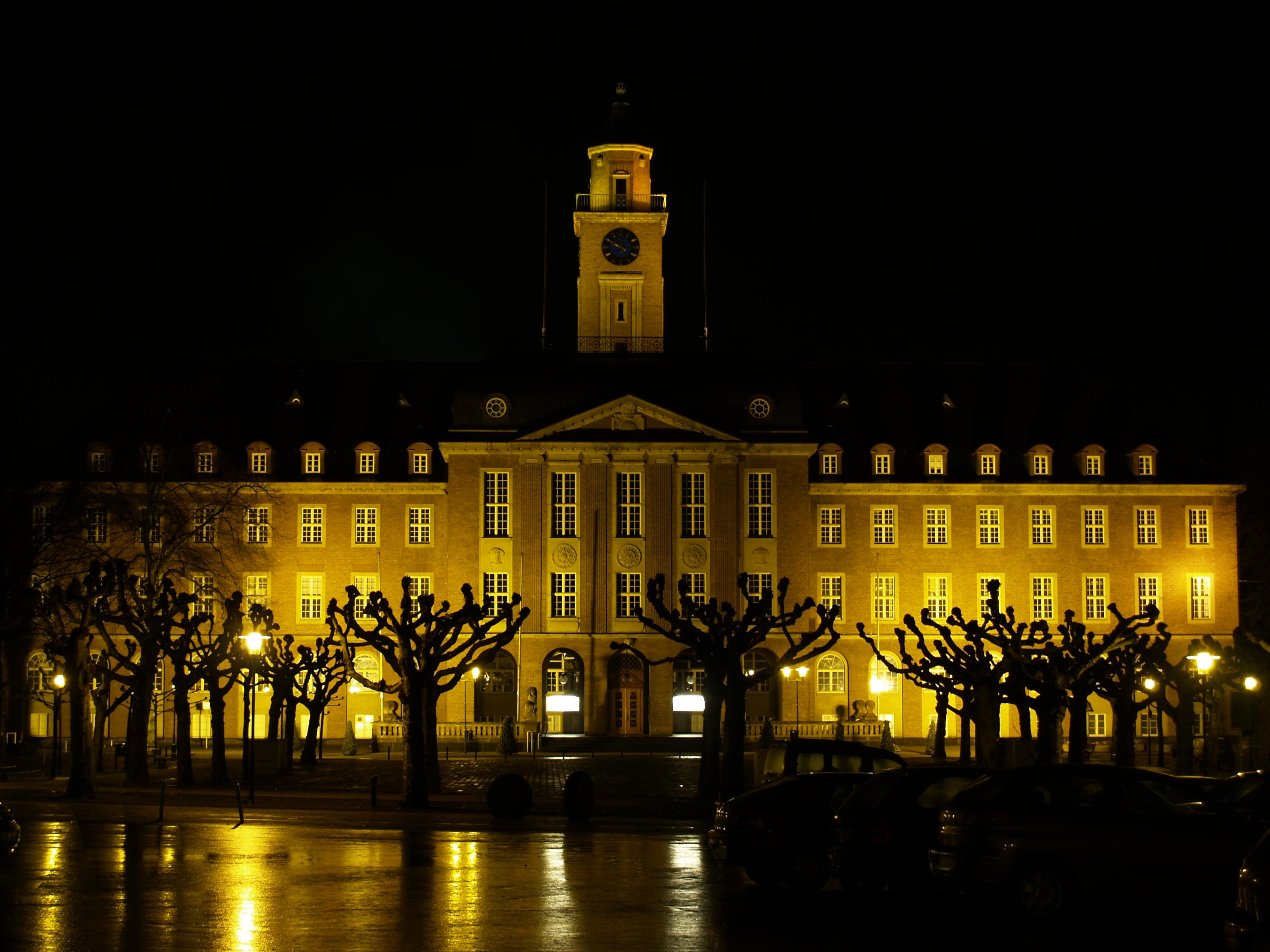
Das Rathaus bei Nacht

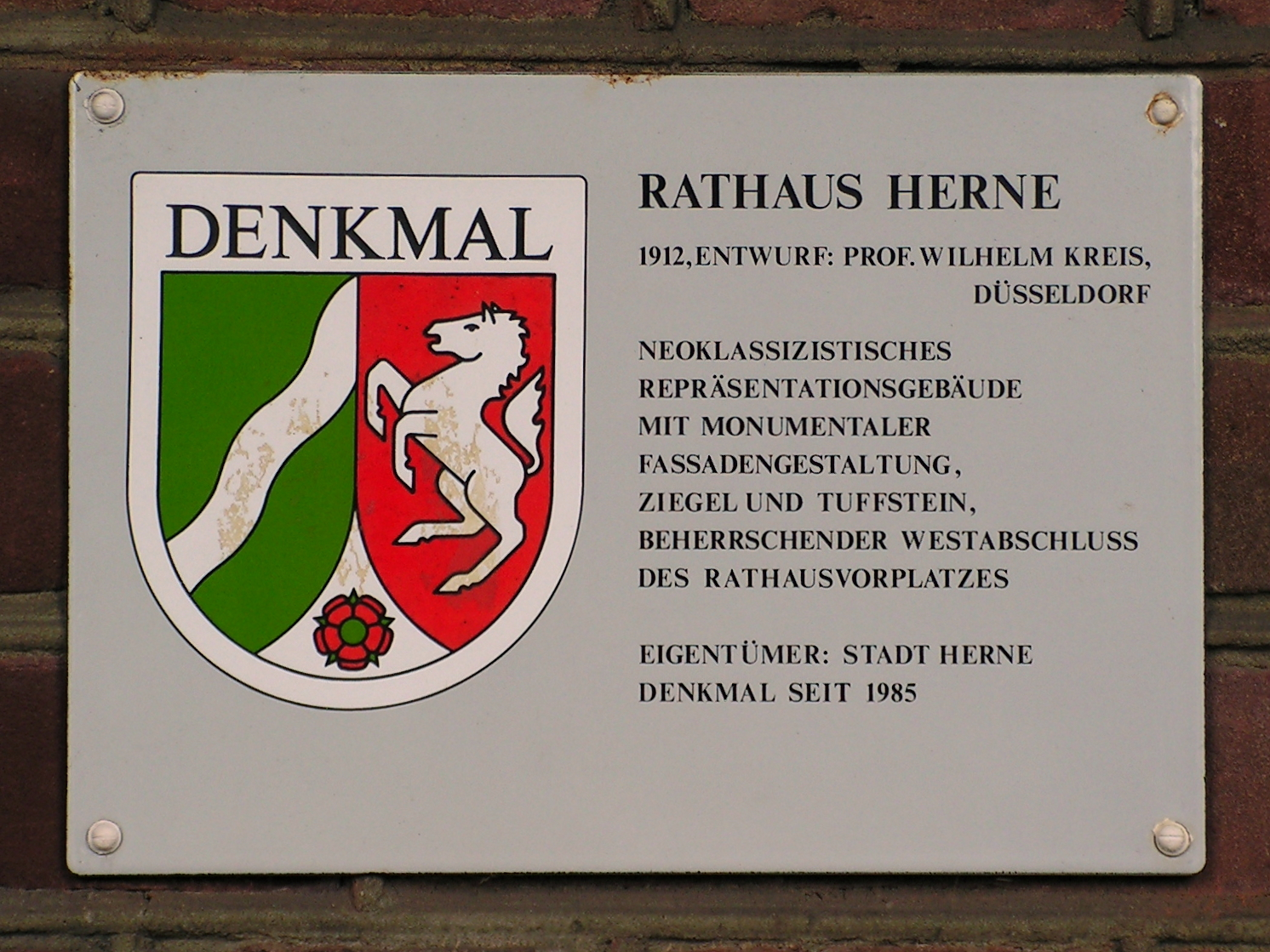
Denkmaltafel am Rathaus

Modernste Baumittel fanden Verwendung: Die Decken und die Dachstuhlgründung wurden in Eisenfachwerkbau, der Dachstuhl des Mittelbaus in Eisenbeton ausgeführt. Das Äußere des aus massiven rotem Ziegel und Tuffstein ausgeführten Gebäudes, ist repräsentativ gestaltet. Zum Marktplatz dominiert der hohe Mittelbau mit offenem Bogengang und vorgelagerter Terrasse, die durch drei Freitreppen mit Eckpostamenten begrenzt ist. Dekorative, wappentragende Löwenfiguren stehen auf der Schauseite. Der obere Teil des Mittelbaues, welcher hinter seinen schlanken Fenstern den Ratssaal und die Magistratssitzungsräume beinhaltet, ist als Portikus mit Giebelbekrönung ausgeführt. Dagegen sind die Seitenflügel schlicht gehalten. Ein kuppelartiges Dach, ähnlich den Dächern eines Corps de Logis des 18. Jahrhunderts, hebt den Mittelbau gegenüber der seitlichen Dacheindeckung hervor. Über dem Mittelbau entspringt auf einem Plateau ein Turmaufsatz, der das ganze harmonisch abschließt. Zwei hohe Plastiken von Joseph Enseling, die nach dem 9. Dezember 1965 aus Sicherheitsgründen abgenommen wurden und nicht mehr erhalten sind, schmückten die Brüstung. Die Höhe des Bauwerks misst vom Sockel bis zur Turmspitze 42 Meter.
Dem Äußeren entsprechend wurde im Inneren der Mittelbau repräsentativ aber zurückhaltend geschaffen. Die Eingangstreppe sowie das Haupttreppenhaus wurden in Beton ausgeführt, der teilweise sichtbar gelassen wurde. Einige Sitzungszimmer, der Trausaal (Mooreiche) und das Dienstzimmer des Oberbürgermeisters wurden mit Holzvertäfelungen oder Wandbespannungen geschmückt. Der Ratssaal ist als repräsentativer Höhepunkt gestaltet: Eine 6,5 Meter hohe Zedernholzvertäfelung, raumhohe Fenster, eichene Sessel und Pulte geben dem Raum seine Wirkung. Beleuchtet wird der Saal von zwei großen Kronleuchtern mit jeweils 100 Lampen. Oberhalb der Eingangstüren befindet sich eine vom dritten Obergeschoss aus zugängliche Zuschauertribüne. Die weiteren Büroräume wurden dagegen nüchtern ausgeführt. Das Rathaus hatte von Anfang an elektrisches Licht, eine Zentralheizung in allen Räumen und einen Fahrstuhl.
Die Gesamtkosten beliefen sich schließlich auf 950.000 Mark. Weitere geplante Anbauten wurden nicht ausgeführt.
Heute ist das Rathaus der Sitz des Oberbürgermeisters der Stadt Herne, Sitz der Verwaltung, Sitzungsraum des Stadtrates und der Bezirksvertretung Herne-Mitte; seit 1985 steht es unter Denkmalschutz.
Zur Hundertjahrfeier am 6. Dezember 2012 wurde eine umfassende Ausstellung zur Geschichte des Rathauses zusammengetragen und bis zum 9. Februar 2013 in den Räumen des Rathauses ausgestellt. Nach Beendigung werden ausgewählte Schautafeln über die Geschichte des Hauses weiterhin zu sehen sein.

## Kunst am Bau
- Hubert Nietsch: 1963 zum 10. Jahrestag an den 17. Juni 1953 ein Relief an der Herner Rathaus-Pforte.